# گیاه‌خواری همراه شیر و تخم‌مرغ
 گیاه‌خواری همراه شیر و تخم‌مرغ یا شیر زرده گیاه‌خوار (به انگلیسی: Ovo-lacto vegetarianism) یک نوع گیاه‌خواری است که در آن از مصرف گوشت حیوانات خودداری می‌شود اما تخم‌مرغ  و فرآورده‌های لبنی مصرف می‌شود. در مقابل آن، نوع دیگری از گیاه‌خواری (وِگًنیسم (به انگلیسی: Veganism)) وجود دارد که مصرف هرگونه فرآوردهٔ حیوانی را جایز نمی‌داند.

## ریشه لغت
در زبان لاتین کلمهٔ اُوو (Ovo) به معنای تخم‌مرغ و کلمهٔ لاکتو (Lacto) به معنای شیر است. ترکیب این دو کلمهٔ لاتین با کلمهٔ وجیترینیسم (Vegetarianism) انگلیسی به معنی نوعی گیاه‌خواری‌ست که شیر و تخم‌مرغ را هم در برمی‌گیرد.

## رژیم غذایی
در اروپا و آمریکا گیاه‌خواری حاوی شیر و تخم‌مرغ رایج‌ترین گونهٔ گیاه‌خواری‌ست و معمولاً وقتی کلمهٔ «گیاه‌خواری» مورد استفاده قرار می‌گیرد، مراد از آن گیاه‌خواری حاوی شیر و تخم‌مرغ است. در رستوران‌ها و مغازه‌ها به ویژه در اروپا و مناطق شهری آمریکای شمالی عموماً غذای این دسته از گیاه‌خواران به راحتی یافت می‌شود.
از منظر اخلاقی این نوع گیاه‌خواری مصرف تخم‌مرغ و لبنیات را جایز می‌داند چون برای تولید این محصولات حیوان کشته نمی‌شود. با این حال از آنجا که شیر و تخم‌مرغ را حیوانات ماده تولید می‌کنند، تولیدکنندگان موادغذایی معمولاً حیوانات نر را بلافاصله پس از تعیین جنسیت (بیشتر در مورد جوجه‌خروس‌ها) یا پس از رسیدن به سن مناسب برای تهیهٔ گوشت (بیشتر در مورد گوساله‌های نر) ذبح می‌کنند. حیوانات ماده (مرغ‌های تخمی و گاوهای شیرده) نیز پس از سپری کردن دوران اوج باروری‌ و بهره‌وری‌ کشته می‌شوند، یعنی بسیار زودتر از آن که عمر طبیعی‌شان به پایان برسد.

## مذهب
بسیاری از ادونتیست‌های روز هفتم و پیروان ییگاندائو پیرو رژیم غذایی گیاه‌خواری حاوی شیر و تخم‌مرغ هستند.  ادونتیست‌های روز هفتمی بیش از ۱۳۰ سال است که از این رژیم غذایی پیروی می‌کنند. بسیاری از هندوها نیز یا گیاهخوارانی هستند که مصرف لبنیات را جایز می‌دانند یا از رژیم گیاهخواری حاوی شیر و تخم‌مرغ تبعیت می‌کنند.
البته همهٔ کسانی که به رژیم غذایی گیاه‌خواری حاوی شیر و تخم‌مرغ پایبندند، به آن باور مذهبی ندارند. بسیاری به دلیل حمایت از حقوق جانوران و  محیط زیست و سلامتی خود این رژیم غذایی را برگزیده‌اند.